# När de inte är här
När de inte är här är Jannike Stenlunds debutalbum, utgivet 2007 . Skivan innehåller låtarna "För litet rum", med vilken hon vann Sveriges Radio P4:s tävling Gulddunken 2007 , samt "Afrika" som hon tävlade med i P4:s Sommarchansen 2009 .

## Låtlista
1. "Snäll" (Stenlund) - 4:16
2. "Go to Sleep" (Stenlund) - 3:47
3. "Vad gör man?" (Stenlund) - 3:31
4. "Dålig förlorare" (Stenlund) - 3:11
5. "Sol" (Stenlund) - 3:58
6. "Take a Chance" (Stenlund) - 3:49
7. "Addiction" (Stenlund) - 5:13
8. "För litet rum" (Stenlund) - 4:05
9. "Afrika" (Stenlund) - 5:03

## Musiker
- Jannike Stenlund - sång & violin
- Robin Skarin - piano, melodika, dragspel
- Ulph Jonsson - gitarr
- Per Arnesson - bas
- Jacob Lundquist - trummor

## Inspelning
Inspelad i Sveriges Radios studio, Umeå 2007. Mixad av Bo Andersin. Mastrad av Rasmus Lindblom.